# Reinhard Ammer
Reinhard Ammer (* 1. Juni 1976 in Eberstalzell) ist ein österreichischer Politiker (Die Grünen). Er ist seit dem 23. Oktober 2021 Abgeordneter zum oberösterreichischen Landtag.

## Leben

### Ausbildung und Beruf
Ammer besuchte von 1982 bis 1986 die Volksschule Vorchdorf, von 1986 bis 1990 die Hauptschule Vorchdorf sowie von 1990 bis 1995 die HAK Lambach. Von 1996 bis 2002 absolvierte er ein Lehramtsstudium für Geschichte und Sozialkunde sowie Kombinierte Religionspädagogik an der Universität Wien. Er war bis zu seiner Außerdienststellung am Tag seiner Angelobung Lehrer am BRG Schloss Wagrain in Vöcklabruck.

### Privates
Reinhard Ammer ist seit 2015 verheiratet, hat 2 Kinder und lebt in Vorchdorf.

## Politik
Reinhard Ammer sitzt seit 2003 für die Grünen im Gemeinderat von Vorchdorf, seit 2015 ist er im Gemeindevorstand des Ortes. Er ist seit 2010 im Landesvorstand der oberösterreichischen Grünen und wurde 2019 dieser zum Bezirksprecher seiner Partei im Bezirk Gmunden gewählt. Bei den Gemeinderats- und Bürgermeisterwahlen in Oberösterreich 2021 trat er in seiner Heimatgemeinde Vorchdorf als Bürgermeisterkandidat an, er erhielt 18,77 % der Stimmen. Bei der gleichzeitig stattfindenden Landtagswahl kandidierte Ammer auf Listenplatz 3 seiner Partei im Wahlkreis Traunviertel hinter Stefan Kaineder und Ines Vukajlović und schaffte über diesen den Einzug in den oberösterreichischen Landtag.